# Dead State
Dead State — компьютерная ролевая игра с элементами выживания, повествующая о наступившем зомби-апокалипсисе. Игрок будет руководить группой выживших в небольшом городке.

## Сюжет
События в Dead State происходят в вымышленном городе Сплендид, а область игрового процесса охватывает значительную часть центра штата - от Абилина (север), Сан-Анджело (запад) и Остина (юго-восток). Игра начинается где-то в наши дни, весной, и длится около четырех месяцев.
В начале зомби-апокалипсиса игрок попадает в авиакатастрофу над центральным Техасом недалеко от вымышленного города Сплендид и спасается небольшой группой выживших, которые нашли убежище в местной государственной школе и сделали ее своим убежищем. По мере того, как общество начинает распадаться, игрок должен организовать горстку союзников, работать над укреплением школы в пригодном для жизни долговременном убежище, поиском еды и предметов снабжения, заключением шатких союзов с другими группами. И хотя зомби представляется как главная угроза для окружающей среды, самым большим препятствием для игрока являются другие люди с той же целью: выживание любой ценой.

## Геймплей
Игра разделяется на два основных режима — исследование мира и развитие базы. В первом игрок исследует окружающую среду (магазины, склады, и прочие локации) для поиска еды, топлива, предметов роскоши, предметов медицинского назначения и антибиотиков. Во втором управляет базой - назначая рабочие места, строя улучшения, создавая предметы и взаимодействуя с другими выжившими. Все в Dead State происходит в режиме реального времени, переходя в пошаговый режим, когда начинается бой.
В начале игрок должен создать своего собственного персонажа, которому может присвоить имя, пол и портрет и распределить ограниченное количество очков умений вручную либо персонажа с уже готовым набором умений — этот герой становится руководителем группы выживших. В отличие от других подобных игр, в Dead State игрок не получает очков опыта за уничтожение врагов — чтобы получить очки умений, необходимо выполнять различные задачи, такие как исследование областей, сбор определенного количества еды, разрешение конфликта и так далее. Персонажи-союзники получают 1 очко навыков за каждый день пребывания в убежище, которые распределяются автоматически; игрок может влиять на развитие некоторых союзных персонажей, основываясь на своих действиях.
Максимальный уровень развития персонажа ограничен 20 - к этому моменту персонаж также достигнет 170 очков. Опыт используется для изучения новых навыков или покупки расходных материалов в течение всей игры.
Бой полностью основан на пошаговом режиме и использует систему очков действия, основанную на показателе ловкости персонажа и опирающуюся на инициативу персонажа для определения порядка хода. Он также использует сценарий «Линия взгляда» - если никакие союзники или враги не видят друг друга, они не отображаются на карте. Как только кто-то попадает в поле зрения, они появляются - но бой не начинается, пока враг не обнаружит игрока или союзника, или игрок вручную не начнет бой.
Игрок  может выбрать себе 3-х компаньонов среди обитателей убежища: ранние сборки игры экспериментировали с контролируемыми ИИ союзниками, но конечный продукт имел полностью контролируемых союзников. В игре также присутствует смерть, это означает, что если один из ваших союзников будет убит, он(они) останутся мертвыми, и их невозможно будет восстановить. Однако, если персонаж игрока убит, игра окончена.
В Dead State есть возможность сражаться как с зомби, так и с другими группировками врагов. Зомби бывает только в двух формах - ходячих и ползучих, - они движутся с одинаковой скоростью и в небольших количествах не очень опасны. Как союзники, так и враги могут быть инфицированы, если они укушены и атакованы, когда у них низкое здоровье, они получать инфекцию. А когда они убиты, зараженные персонажи будут реанимированы как зомби. (Игрок не могут быть заражены, если он не выберет режим «Заражение игрока» в обновлении Reanimated.) Живые враги гораздо более опасны: они попадают в самые разные фракции - от испуганных мародеров до байкерских банд и серьёзных вооруженных группировок - у каждого из которых есть свои различные характеристики и уровни квалификации, оружие и предметы.
Существует как оружие ближнего, так и дальнего боя: любой персонаж может использовать любое оружие, но его умение при этом будет зависеть от применяемых характеристик и навыков для каждого из них (Ближний бой - показатель силы и навык ближнего боя; Дальний бой - показатель восприятия и навык дальнего боя). Оружие ближнего боя часто имеет несколько различных атак, которые могут наносить различный урон в зависимости от угла атаки персонажа и от того, является ли цель человеком или Зомби. Оружие дальнего боя часто испытывает недостаток в нескольких различных атаках ближнего боя, но некоторые могут получить модификации, которые улучшают его полезность в бою.
Ключевым фактором в бою в является шумомер, который находится в верхнем левом углу экрана и измеряет, сколько шума вырабатывается. Зомби и люди одинаково притягиваются к шуму, а слишком высокий уровень шумомера приведет к появлению зомби на краях карты и перемещению к источнику звука. Игроки в конечном итоге находят предметы, позволяющие им манипулировать шумом, такие как петарды и создатели шума, и могут использовать их, чтобы заманить врагов навстречу друг другу или в сторону от лутаемой области.

## Reanimated
Выпущенное 13 мая 2015 года бесплатное обновление Reanimated включало в себя значительное количество обновлений и улучшений, в том числе полный боевой баланс, улучшенную анимацию, улучшенный искусственный интеллект, новые области, новые игровые режимы, а также улучшения стабильности и поиска пути.  Бесплатная демоверсия игры была позже обновлена с реанимированным контентом.
| Русскоязычные издания | Русскоязычные издания |
| Издание               | Оценка                |
| --------------------- | --------------------- |
| Riot Pixels           | 72 %                  |